# Henrieta Farkašová
Henrieta Farkašová (ur. 3 maja 1986 w Rożniawie) – słowacka niewidoma narciarka alpejska, trzykrotna mistrzyni paraolimpijska z Vancouver, dwukrotna mistrzyni paraolimpijska z Soczi i czterokrotna mistrzyni paraolimpijska z Pjongczangu.

## Medale Igrzysk Paraolimpijskich

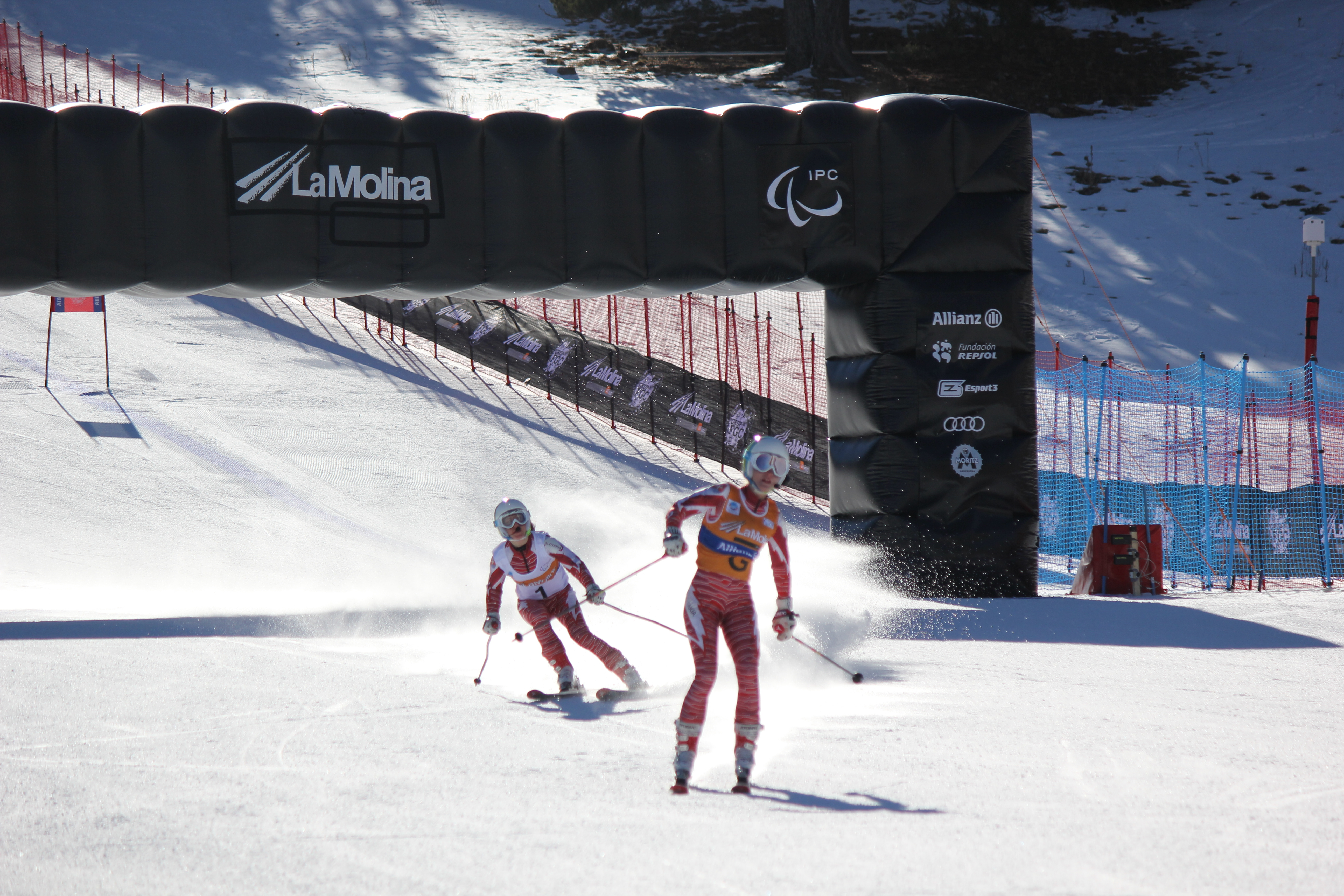
Henrieta Farkašová i jej przewodniczka Natália Šubrtová na Mistrzostwach świata w Narciarstwie Alpejskim osób niepełnosprawnych 2013 w La Molina

### 2010
- – Narciarstwo alpejskie – supergigant kobiet - osoby niewidome
- – Narciarstwo alpejskie – slalom gigant kobiet - osoby niewidome
- – Narciarstwo alpejskie – superkombinacja kobiet - osoby niewidome
- – Narciarstwo alpejskie – zjazd kobiet - osoby niewidome

### 2014
- – Narciarstwo alpejskie – zjazd kobiet - osoby niewidome
- – Narciarstwo alpejskie – slalom gigant kobiet - osoby niewidome
- – Narciarstwo alpejskie – slalom kobiet - osoby niewidome

### 2018
- – Narciarstwo alpejskie – supergigant kobiet - osoby niewidome
- – Narciarstwo alpejskie – slalom gigant kobiet - osoby niewidome
- – Narciarstwo alpejskie – superkombinacja kobiet - osoby niewidome
- – Narciarstwo alpejskie – zjazd kobiet - osoby niewidome